# Лівезь (Хунедоара)
Лівезь, Лівезі (рум. Livezi) — село у повіті Хунедоара в Румунії. Входить до складу комуни Дженерал-Бертело.
Село розташоване на відстані 285 км на північний захід від Бухареста, 29 км на південь від Деви, 141 км на південний захід від Клуж-Напоки, 128 км на схід від Тімішоари.

## Населення
За даними перепису населення 2002 року у селі проживали 115 осіб, усі — румуни. Усі жителі села рідною мовою назвали румунську.